# Ophiusa melaconisia
Ophiusa melaconisia  là một loài bướm đêm thuộc họ Erebidae. Nó được tìm thấy ở Châu Phi, bao gồm Zimbabwe và Nam Phi.